# 天主教賈科沃-奧西耶克總教區
天主教賈科沃-奧西耶克總教區（拉丁語：Archidioecesis Diacovensis-Osijekensis）是羅馬天主教在克羅地亞的一個教省總教區。下轄兩個教區。
總教區範圍包括斯拉沃尼亞地區，教座位於賈科沃。2006年有教友460,310人，佔轄區總人口32.2%。教區下轄180個堂區，有267名司鐸。現任總主教為馬林·斯拉基奇，輔理主教為若望·丘里奇。
波斯尼亞教區創建於11世紀。1773年7月9日與斯雷姆教區合併。1963年11月18日易名為賈科沃或波斯尼亞暨斯雷姆教區。2008年6月18日升為總教區。